# 반삼위일체론

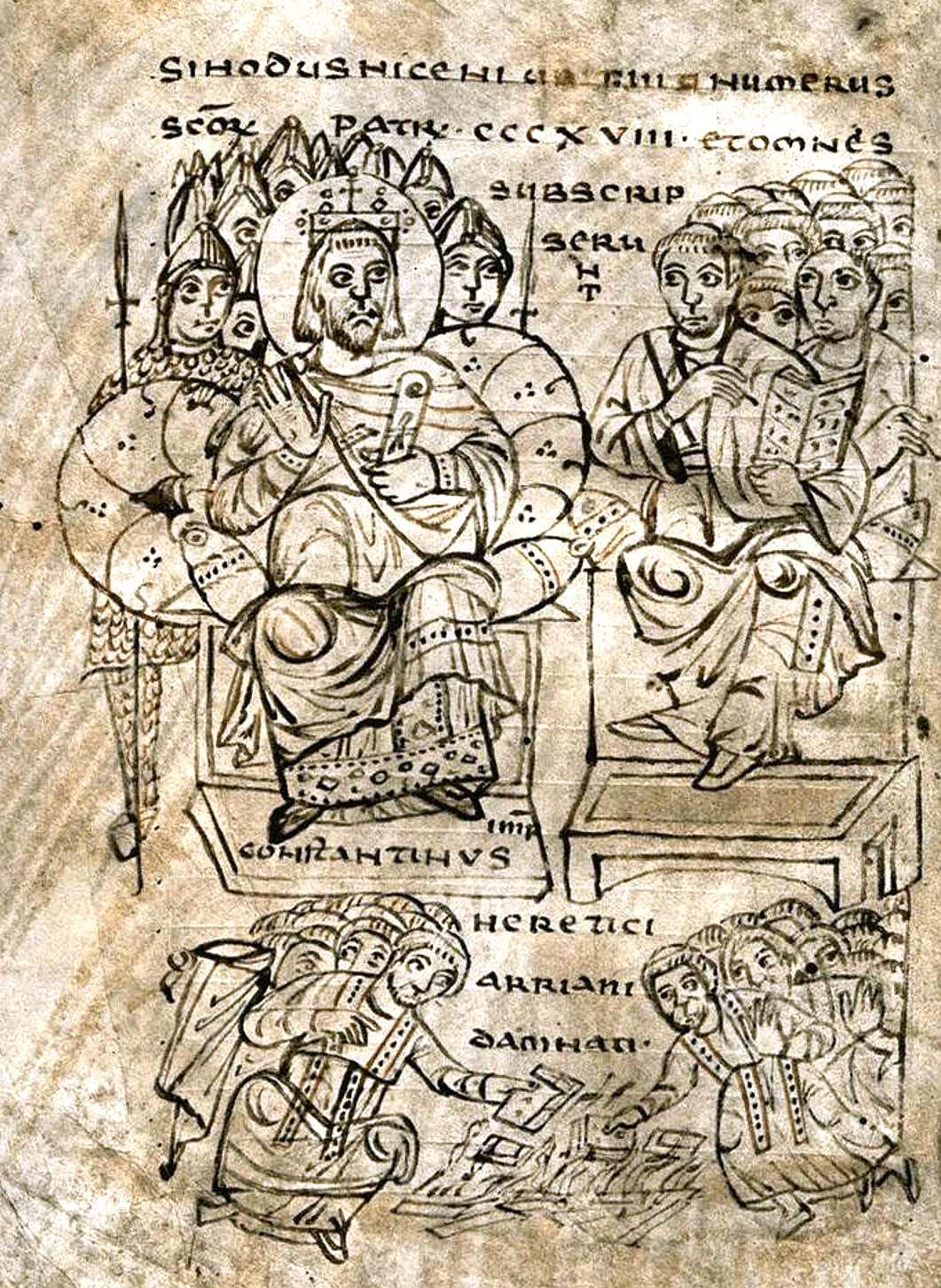
이단자들을 비난하며 그린 그림

반삼위일체론(反三位一體論, 영어: Nontrinitarianism)은 전통적인 삼위일체론을 부정하는 여러 이론들을 뜻한다. 예수그리스도후기성도교회(몰몬교), 여호와의 증인(왕국회관), 참예수교회, 단일오순절교, 그리스도아델피안을 비롯한 일부 종파에서 이 이론들을 지지하며, 단일신론, 양태론, 삼신론 등의 종류가 있다. 정교회, 천주교, 개신교의 대부분을 통틀어 주류 전통적인 기독교단들은 이 주장들을 이단설로 여긴다.
삼위일체론의 핵심 가운데 "동등한 영광과 지위와 능력과 동일한 본질"이란 개념 속에는 삼위 모두가 존재의 영원성에서 시작도 끝도 없고 먼저 나신 분도 나중에 나신 분도 없으며 영원 전부터 영원까지 존재하며 지식에 있어서도 우열이 없고 권위의 상하도 복종의 관계도 있을 수 없다는 개념이 내포되어 있다.
위 내용에 동의하지 않는 입장에서 성서를 해석하는 것이 반삼위일체론자들의 논증이다. 이 문서에는 성서적 관점으로 삼위일체를 반대하는 논증을 주로 다룬다.

## 삼위일체의 요약
기독교의 삼위일체의 핵심은 다음과 같이 요약할 수 있다:
- 하나님만이 창조주이시다.
- 하나님은 성부, 성자, 성령의 세 위격(세 인격, 3 Persons, 세 분)이시다.
- 성부, 성자, 성령은 서로 구별 가능한 인격이지만 동등한 영광과 지위와 능력과 동일한 본질을 갖고 있다.
- 세 위격(삼 격, 3 Persons)은 한 신이다.

니케아-콘스탄티노폴리스 신경(381년)에서는 삼위일체를 다음과 같이 설명한다.
- 성부: 예수 그리스도의 아버지이며, 예수 그리스도를 통한 구원을 계획하셨다. 모든 만물을 만드신 창조주이시다.
- 성자: 예수 그리스도를 뜻하며, 인간의 죄를 대속하시기위해 십자가에서의 죽음으로 세상을 구원하셨다. 성자는 성부에게서 만들어지지 않고, 나신 분이며, 하나님에게서 나신 하나님(Deum de Deo)이시며, 동정녀 마리아를 통해 태어나신 완전한 사람이시며 또 완전하신 하나님이시다. 하나님의 말씀 즉, 하나님이신 예수께서는 사람이 되어 세상에 오셨다.(요한 복음서 1장 1-10)
- 성령: 하나님이시며, 예언자들을 통하여 말씀하셨다. 주님이시며, 성령은 성부와 성자와 더불어 같은 경배와 영광을 받으신다. 가톨릭 교회에서는 성부와 성자로부터 모두 발한다고 가르치나, 동방 정교회는 성부에서만 발한다고 가르친다. 우리 안에 내재하셔서 도우시는 변호자(파라클레이토스, 한글성서에는 후견자, 협조자(천주교), 보혜사(개신교) 등으로 번역)이시다.[1]

## 반삼위일체론의 믿음
기독교 변증학에 따르면 2, 3세기의 여러 교부들은 로고스 그리스도론을 채택하고 공식화했는데, 하느님의 아들을 최고의 하느님 아버지인 아버지가 창조를 실현하기 위해 사용하는 도구로 여겼다. 특히 유스티노 순교자, 안디옥의 테오필루스, 로마의 히폴리투스, 테르툴리아누스 등은 하느님의 내부 로고스로 말하고 있다.
브리태니커 백과사전 (11판)은 다음과 같이 말하고 있다: "일부 기독교인들에게 삼위일체 교리는 신의 단결과 일치하지 않는 것처럼 보였다. ... 그러므로 그들은 그것을 부정하고 예수 그리스도를 화신하신 하느님이 아니라, 다른 모든 것이 창조된 하느님의 가장 높은 존재로 받아들였다. 초기 교회에서 본 견해는 오랫동안 정통 교리를 주장해 왔다. 초기 교회에서는 결국 비삼위주의적 관점이 사라지고 삼위일체적 관점이 현대 기독교의 정통 교리가 되었지만, 비삼위일체적 관점의 변화는 여전히 소수의 기독교 단체와 교파에 의해 유지되고 있다.
성부와 성자와 성령의 관계에 대해서는 다양한 견해가 존재한다.
- 예수가 하느님이 아니거나 절대적으로 신과 동등하지 않다고 믿고, 하느님의 천사이거나 하느님의 전령사 또는 예언자 또는 완벽한 창조된 인간이었다라고 믿는 설.
  - 양자설 (AD 2세기)는 예수가 세례(때로는 마르코의 복음서와 관련)나 부활(때로는 바오로 서간과 헤르마스의 목자와 관련) 때 신성한 사람이 되었다고 주장한다.
  - 아리우스파 – 아리우스(AD c 250 또는 256–336)는 이미 존재하는 하느님의 아들이 모든 창조 이전에 신에 의해 직접 창조되었고, 신에게 종속되어 있다고 믿었다. 아리우스의 입장은 성자가 하느님의 창조물 중 가장 먼저 나온 것으로서 나중에 아버지가 성자를 통해 만물을 창조했다는 것이었다. 아리우스는 우주 창조에서 아버지는 모든 재료를 공급하고 창조를 지휘하는 궁극적인 창조자였고, 성자는 모든 것을  하느님의 섬김으로 만들어 '모든 것이 그리스도'를 통해 존재하게 되었다'고 가르쳤다. 아리우스파는 로마 제국 시대에 일부 지역에서 지배적인 관점이 되었고, 특히 589년까지 서고트족이 지배적이었다.[3] 357년 제3차 시르미움 공의회는 아리우스파의 고점이었다. 제7차 아리우스 고백(제2차 시르미움 고백)은 호모우시오스(한 가지 물질 중)와 호모우시오스(동일한 물질 중 비슷한 물질)가 모두 비성경적이었으며 아버지가 아들보다 더 크다는 것을(이 고백은 후에 시르미움의 모독으로 알려져 있다)를 들고 있었다."그러나 라틴어로 무엇이라고 하는 것에 대한 질문으로 많은 사람들이 동요하고 있기 때문이다.
  - 인성론 – 에비온파(AD 1~4세기)는 할라카를 준수하고 예수의 동정녀 탄생을 부인하며 예수를 예언자로만 여겼다.[4]
  - 소시니안주의 – 포티누스는 예수가 죄없는 메시아와 구원자, 유일무이한 하느님의 완벽한 인간 아들이지만 인간 이전의 존재는 없다고 가르쳤다. 그들은 요한복음 1장 1절과 같은 구절을 해석하여 그리스도가 태어나기 전에 하느님의 마음에 존재하는 하나님의 "계획"을 가리킨다.
  - 유니테리언주의는 예수를 신의 아들로 보았지만, 그의 아버지와 구별되고 종속적이며 구별된다고 보았다.
  - 많은 영지주의 전통은 그리스도가 천상의 에이온이지만 아버지와 함께 한 것은 아니라고 했다.

- 성부와 부활한 아들, 그리고 성령이 세 사람의 구별되는 사람이라기 보다는 신자가 인식하는 한 신의 다른 면이라고 믿는 설.
  - 양태론적 단일신론 – 사벨리우스(fl. c. 215)는 하느님께서 히브리어와 기독교 그리스 경전 양쪽에서 수많은 형태를 취하셨으며, 하느님은 인류의 구원과 관련하여 세 가지 주요한 방식으로 자신을 나타내셨다고 진술했다. 그는 "아버지와 아들, 영"은 역사 속 여러 상황에서 같은 신자가 맡은 다른 역할이며, 따라서 창조에서는 하느님이 아버지(하느님은 처녀출생을 통해 아들을 만드셨고, 구원은 손(하나님은 십자가에 못박혀 죽음을 목적으로 예수로 나타냈으며), 재생에서는 성령(하느님)이라고 주장했다. 성령의 영혼은 성자와 기독교 신자들의 영혼 안에 있다. 이런 관점에서 신은 세 개의 뚜렷한 사람이 아니라 여러 가지 방법으로 자신을 드러내는 한 사람이다.[5] 삼위일체론자들은 이러한 견해를 이단이라고 비난한다. 사벨리우스주의의 최고 비판자는 테르툴리아누스였는데, 테르툴리아누스는 이 운동을 성부수난설이라고 칭했고, 라틴어로는 '아버지'를, 동사는 '고생해야 한다'는 동사에서는 '고생해야 한다'고 했는데, 이는 아버지가 십자가에서 고통받았다는 것을 암시했기 때문이다. 테르툴리아누스의 작품인 Tritus Praxeas, 1장에서 "이 Praxeas가 로마에서 악마를 위해 두 배의 예배를 드렸다: 그는 예언을 쫓아내고 이단을 가져왔다. 그는 아버지를 십자가에 못박았다."라고 말했다. 후에 트리닌주의 니케네 평의회가 반아리아 신조로 채택한 호모우시온(homoousion, 문자 그대로 동일 존재)이라는 용어는 이전에 사벨리우스파가 사용했던 용어였다.[6]

- 예수 그리스도가 전능하신 하느님이라고 믿지만, 아버지, 아들, 성령은 사실 뚜렷한 성품을 가진 세 개의 뚜렷한 전능하신 "신"들이며, 하나의 신성한 집단으로, 목적에 합치된 것이다라고 믿는 설.
  - 삼신론 – 6세기 중반 알렉산드리아의 아리스토텔레스주의자이자 단성론 신자인 요한 필로포누스는 삼위일체에서 신인의 수에 따라 성질과 물질, 신성을 분리하여 보았다.[16] 그는 아리스토텔레스식 속, 종, 개별적 진공의 범주에 의해 이러한 관점을 정당화하고자 하였다. 중세에는 명목론의 창시자인 컴피겐의 로셀린이 3개의 뚜렷한 전능신(全力神)을 주장하였는데, 세 개의 뚜렷한 천성이 마음과 목적에 하나 되어 우주를 지배하는 하나의 신 집단이나 대헤드로 함께 작용하였다. 그러나 그는 필로포누스처럼 세 사람이 트레스 레스(본성이 뚜렷한 세 가지)가 아니라면 트리니티 전체가 화신이었을 것이라고 말했다. 따라서 로고스만이 육체를 만들었기 때문에 나머지 두 사람은 로고스와는 별개의 뚜렷한 '성'을 가지고 있었을 것이고, 따라서 세 사람 모두 신적인 일과 계획에서 하나이긴 하지만 분리되고 뚜렷한 신이어야 했다. 이런 관점에서, 그들은 "하나의 세 신"으로 여겨질 것이다. 이 생각은 켄터베리의 안셈에게 비판받았다.

- 성령이 사람이 아니라고 믿는 설.
  - 이위일체론 – 신자들은 역사를 통해 하느님께서 세 명이 아니라 아버지와 말씀이라는 두 명의 동일하고 영원한 사람일 뿐이라고 믿었던 사람들을 포함한다. 그들은 성령이 뚜렷한 사람이 아니라 성부와 성자의 힘이나 신의 영향이며 우주와 창조와 신자들에게 발산되는 것이라고 가르쳤다.
  - 이원론
  - 마르키온파 – 마르키온(AD c. 110–160)은 (히브리 성서에) 창조와 판단의 하나와 (신약성서에) 구원과 자비의 하나, 두 개의 신성이 있다고 믿었다.

## 현대 그리스도교 분파
- 그리스도아델피안들은 비록 예수가 하나님의 아들이지만, 이것은 오직 혼자만이 진정한 하나님인 아버지를 향한 관계적 칭호에 불과하다는 단위의 믿음을 가지고 있다. 그러므로 그리스도의 인격은 인간이 아닌 것이다. (이것이 인간을 그들의 죄로부터 구원하기 위해 필요하다고 믿는다[7]. 성경의 '성령' 용어는 하나님의 비인격적 힘[8] 또는 하나님의 인격/마음을 가리키는 것으로 해석된다(문맥에 따라 달라짐).
- 이글레시아 니 그리스도(Tagalog for Church of Christian)는 예수를 인간으로 보지만 일반 인간에게는 발견되지 않는 속성을 가지고 하나님께서 부여한 것으로 본다. 그들은 예수를 숭배하는 것이 하나님의 뜻이라고 주장한다.[9] INC는 삼위일체를 이단으로 거부하며, 유니테리언주의를 채택한다.
- 여호와의 증인(및 성서학생운동[10][11][12]) 등 다른 성서학생운동 단체들은 하나님께서 유일무이한 전능하신 하나님임을 가르친다. 그들은 예수를 하나님의 유일한 직접 창조물인 '첫째 아들'로 여기고 있으며, 바로 하나님의 첫 번째 창조물로 여긴다. 그들은 상대적인 "예배" 또는 "예배" (왕에 대한 경의를 표한다는 의미에서) 그리스도를 통해 하나님의 유일한 대제사장으로서 그를 통해 기도하고, 그를 그들의 중재자와 메시아로 간주한다. 그들은 오직 아버지만이 시작도 하지 않고, 모든 일에서 아버지만이 손보다 위대하며, 아버지만이 "성스러운 봉사"(라트리아)를 받을 가치가 있다고 믿는다. 그들은 손자가 '모든 창조의 맏아들'과 '유일한 베고텐'으로, 존재하기 전의 미카엘과 엑소더스의 '주님의 천사'로, 그는 완벽한 인간으로 태어나기 위해 천국을 떠났고, 유대인 메시아와 구세주로 승천한 후에 다시 천국으로 올라갔다고 믿고 있다. 그의 인간 이전의 정체성은, 그러나 마지막 날까지 신의 오른손으로 높이 올라갔다.[13][14] 그들은 성령이 실제 인물이라고 믿지 않고 신의 신성한 활동력이라고 여긴다.[15]
- 예수 그리스도 후기성도 교회는 성부와 성자와 성령이 실체적으로 결합되지 않은 뚜렷한 존재라는 것을 가르치며, 이를 사회적 삼위일체론이라고 부르기도 한다. 그들은 예수가 제자들과 '하나'였던 것처럼, 세 개개의 개별신앙은 '하나'의 의지나 목적이며, 아버지, 아들, 성령 등이 하나의 대두를 구성하여 목적적으로 하나로 뭉친다고 믿는다.[16] 후기 성도들은 그리스도가 아버지의 맏아들이며,[17] 그가 하나님 아버지께 종속되어 있으며(마 26:39),[18] 그리스도가 우주를 창조했다고 믿는다.[18][19] 후기 성도들은 그리스도가 본질적으로 아버지와 달랐다는 생각,[20] 아버지가 지구에 나타날 수 없다는 생각,[21] 또는 그리스도가 아리우스파에서 제시한 바와 같이 아버지로부터 양자가 되었다는 생각,[17] as presented in Arianism.[19][22]에 동의하지 않는다. 말기 성도들은 하나님과 부활하신 그리스도께서 모두 미화되고 육체적인 육체인[23]을 완벽하게 갖추었다고 주장하지만, 신을 본질적인 면에서 달리 분류하지는 않는다. 후기 성도들은 하나님을 최고의 존재로 여기며 모든 인류의 영혼의 문자 그대로의 아버지로 여기지만, 그리스도와 성령은 똑같이 신적이며, 아버지의 '만물의 조화'에 함께 한다는 것도 가르친다.[24]
- 단일오순절교는 신이 한 사람일 뿐이라고 믿는 오순절 운동의 일부분으로서, 신이 다른 방식이나 얼굴, 또는 "형태"로 자신을 드러내는 것이다: "아버지, 아들, 성령(또는 성령)은 하나의 신에 대한 다른 지정이다. 신은 아버지다. 신은 성령이다. 그 아들은 육체의 신이다. 손이라는 용어는 항상 화신을 가리키며, 결코 인류와 떨어져서 신을 지칭하지 않는다."[25] 오순절은 예수가 땅에서 육체가 되었을 때 비로소 '아들'이 되었다고 믿지만, 인간이 되기 전에는 아버지였다고 믿는다. 그들은 아버지를 "성령"이라고 부르고, 아들을 "플레쉬"라고 부른다. 단일 오순절은 삼위일체 교리를 배척하여 이교도와 비문헌으로 보고, 침례에 관하여 예수님의 이름 교리를 고수한다. 단일 오순절은 종종 "사벨리우스주의자"로 불린다.[26]
- 스베덴보리는 삼위일체가 주 하느님 예수 그리스도 한 분 안에 존재한다고 주장한다. 신의 존재나 영혼인 아버지는 세상에 태어나 마리아로부터 육체를 입혔다. 예수님은 일생 동안 인간의 모든 욕망과 성향을 완전히 신성한 사람이 될 때까지 치웠다. 부활 후 자신의 활동인 성령을 통해 세상에 영향을 미친다. 이 견해로 말미암아 예수 그리스도는 유일한 하나님이다. 그의 영혼은 아버지, 그의 몸은 아들이고, 세상에서의 그의 활동에 대해서는 성령이다.
- 전세계에는 수많은 유니테리언주의 기독교 단체들이 존재하며, 그중 가장 오래된 것은 트란실바니아 유니테리언 교회다. 비록 그 단체의 일부 회원들과 계열사들만이 자신들을 전적으로 또는 대부분 기독교인이라고 생각하지만, 이러한 집단을 위한 하부조직은 국제유니타리아인들과 유니버설주의자들이다. 미국에서 '유니타리아인'은 미국유니버설교회와 미국유니버설교회가 1961년 합병하면서 결성된 비기독교 단체인 유니타리아 유니버설리스트 협회(UUA) 내의 회원과 집회를 가리키는 경우가 많다.[27][28]  이들 전임자 집단은 모두 본래 기독교인이었지만 UUA는 공동의 신조가 없으며 기독교의 유니타리아 조직으로 식별하지 않는다.[29][30]

## 같이 보기
- 삼위일체

## 참고 자료
- 「영성의 거장을 만나다」, 삼위일체의 허상, 송삼용 저, 넥서스(2009년, 17~21p)
- 「인격」, 삼위일체의 모순, 진교훈 저, 서울대학교출판부(2007년, 347~357p)